# 阿南道路
阿南道路（あなんどうろ）は徳島県小松島市大林町森ノ本から徳島県阿南市橘町青木に至る、一般国道55号のバイパス道路である。現在、小松島市大林町森ノ本から阿南市橘町大浦までが開通しており、大浦から青木までの区間では建設工事が進められている。
阿南道路は沿海部に大きく迂回しており、徳島県道130号大林津乃峰線・徳島県道24号羽ノ浦福井線や現在整備中の徳島南部自動車道・阿南安芸自動車道が国道55号を短絡するルートを形成している。

## 概要

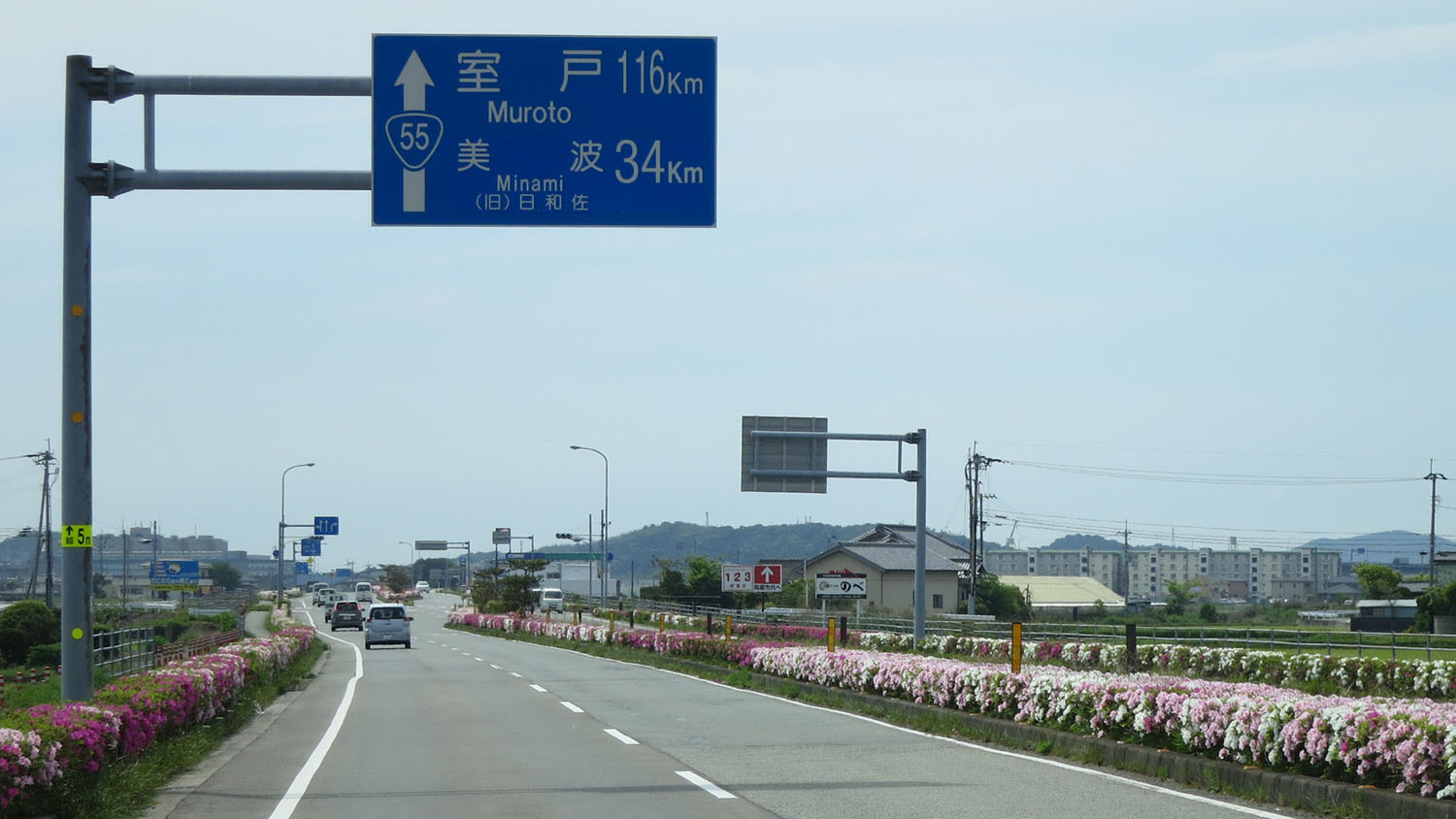
阿南道路
徳島県阿南市那賀川町

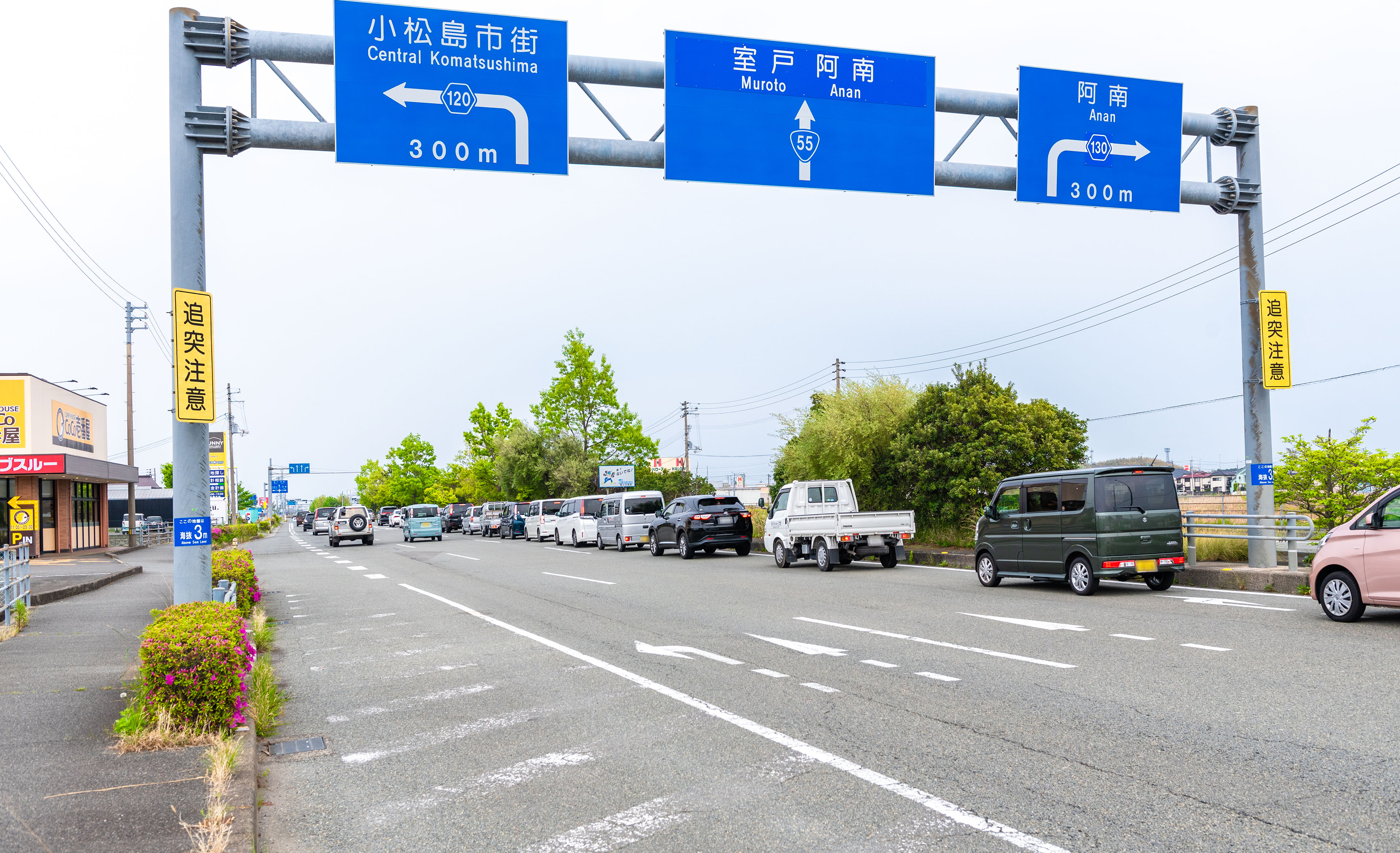
起点の大林北交差点手前の標識
徳島県小松島市大林町（徳島南バイパス上）

### 路線データ
- 起点：小松島市大林町森ノ本
- 終点：阿南市橘町青木
- 延長：18.4 km
- 規格：第3種第1級（起点 - 阿南市津乃峰町東分）・第3種第2級（阿南市津乃峰町東分 - 終点）
- 車線数：完成4車線（起点 - 阿南市橘町大浦）・2車線（阿南市橘町大浦 - 終点）
- 道路幅員：25 m、26 m、30 m（起点 - 阿南市橘町大浦）、10.5 m（阿南市橘町大浦 - 終点）
- 車線幅員：3.5 m（起点 - 阿南市橘町大浦）、3.25 m（阿南市橘町大浦 - 終点）
- 設計速度：80 km/h（起点 - 阿南市津乃峰町東分）、60 km/h（阿南市津乃峰町東分 - 終点）

### 計画縮小
2011年度（平成23年度）、阿南道路は事業計画見直しが行われた。阿南安芸自動車道桑野道路に着手し、将来推計交通量が減少したためとする。当初計画では、小松島市大林町森ノ本から阿南市福井町古津へ至る延長21.0 kmであり、道路規格は第3種第1級で全線4車線、設計速度80 km/hであったが、未着手の橘町大浦以降は完成2車線に変更とし、さらに現道に合流する橘町青木で事業を終了する。さらに2016年度（平成28年度）の国土交通省による再評価結果のうち、桑野道路バックデータによれば、桑野道路を整備した場合の阿南道路の交通量は8,350台で、4車線を必要とする9,000台を割る予測が出ており、2011年度（平成23年度）の阿南道路の事業計画見直しの際に見直し対象とならなかった阿南道路の事業中区間や既開通区間においても、真に妥当なスペックであったかどうかの分析には注意を要する。
| 区間   | 道路規格   | 設計速度 | 車線数 | 計画交通量 |
| ------ | ---------- | -------- | ------ | ---------- |
| 変更前 | 第3種第1級 | 80 km/h  | 4車線  |            |
| 変更後 | 第3種第2級 | 60 km/h  | 4車線  | 10,700台   |

| 区間   | 道路規格   | 設計速度 | 車線数    | 計画交通量 |
| ------ | ---------- | -------- | --------- | ---------- |
| 変更前 | 第3種第1級 | 80 km/h  | 4車線     |            |
| 変更後 | 第3種第2級 | 60 km/h  | 完成2車線 | 7,800台    |

| 区間   | 道路規格                | 設計速度 | 車線数   | 計画交通量 |
| ------ | ----------------------- | -------- | -------- | ---------- |
| 変更前 | 第3種第1級 （現道拡幅） | 80 km/h  | 4車線    |            |
| 変更後 | 計画削除 （現道活用）   | 計画削除 | 計画削除 | 4,100台    |

## 歴史
- 1973年（昭和48年）：事業化[4]。
- 1977年（昭和52年）：都市計画決定[4]。
- 1982年（昭和57年）：用地買収着手[4]。
- 1987年（昭和62年）10月：着工[2]。
- 1993年（平成5年）8月30日：小松島市大林町森ノ本 - 阿南市西路見町江川間延長9.0 kmが暫定2車線で開通[2][6]。
- 1999年（平成11年）3月：小松島市大林町森ノ本 - 那賀川町江野島間延長3.6 kmが4車線化[2]。
- 2000年（平成12年）3月12日：阿南市日開野町北浦 - 阿南市津乃峰町長浜間延長4.5 kmが暫定2車線でが開通[2]。
- 2000年（平成12年）8月10日：那賀川町江野島 - 那賀川町北中島間延長3.3 kmが4車線化[2][6]。
- 2000年（平成12年）11月18日：阿南市西路見町江川 - 阿南市日開野町北浦間延長1.0 kmが暫定2車線で開通[2]。
- 2003年（平成15年）7月1日：阿南市津乃峰町中分（徳島県道286号津乃峰筒崎線との接続部分） - 阿南市津乃峰町西分（大谷山トンネルの北東側）間延長0.5 kmが暫定2車線で開通[2][6]。
- 2004年（平成16年）3月1日：阿南市日開野町王子山 - 津乃峰町長浜間延長4.3 kmが4車線化[2][6]。
- 2004年（平成16年）6月19日：大谷山トンネル（当時は仮称：橘トンネル）貫通式が阿南市橘町江ノ浦側トンネル口で行われる。
- 2007年（平成19年）12月1日：阿南市津乃峰町長浜 - 東分間延長0.5 kmが完成4車線で開通。阿南市津乃峰町長浜地内延長0.3 kmが4車線化[7][8][2][6]。
- 2008年（平成20年）2月20日：阿南市津乃峰町長浜 - 東分間延長1.0 kmが4車線化[2][6]。
- 2011年度（平成23年度）：事業計画見直し[2]。
- 2013年（平成25年）11月2日：阿南市津乃峰町西分 - 橘町大浦間延長1.7 kmが暫定2車線で開通[6]
- 2020年（令和2年）3月14日：阿南市那賀川町中島 - 西路見町江川間延長2.1 kmが4車線化[9]。

## 路線状況

### 主要構造物
- たぶのせ橋
- 幾島川橋
- 苅屋川橋
- 出島川新橋
- 中島高架橋
- 那賀川大橋 - 那賀川（579 m）
- 桑野川大橋 - 桑野川（181 m）
- 原ヶ崎高架橋
- 七見川橋
- 三谷川橋
- 長浜川橋
- 大谷山トンネル - （1052 m、名称は公募により決定[10]）2013年11月2日開通
- 江ノ浦高架橋 - （94.5 m、名称は公募により決定[10]）2013年11月2日開通

### 車線数・最高速度
| 区間                                  | 車線 上下線=上り線+下り線 | 最高速度 |
| ------------------------------------- | ------------------------- | -------- |
| 大林交差点 - 阿南市津乃峰町東分       | 4=2+2                     | 60 km/h  |
| 阿南市津乃峰町中分 - 阿南市橘町江ノ浦 | 2=1+1（暫定2車線）        | 50 km/h  |

### 交通量
| 区間                                      | 観測地点                       | 交通量    | 混雑度 | 昼間平均旅行速度 | 昼間平均旅行速度 |
| 区間                                      | 観測地点                       | 交通量    | 混雑度 | 上り             | 下り             |
| ----------------------------------------- | ------------------------------ | --------- | ------ | ---------------- | ---------------- |
| 大林津乃峰線-坂野羽ノ浦線                 | 小松島市坂野町                 | 2万4724台 | 0.89   | 43.6 km/h        | 44.0 km/h        |
| 坂野羽ノ浦線-小松島市・阿南市境           | 小松島市坂野町                 | 2万4724台 | 0.89   | 55.9 km/h        | 47.3 km/h        |
| 小松島市・阿南市境-大京原今津浦和田津線   | 小松島市坂野町                 | 2万4724台 | 0.59   | 43.9 km/h        | 49.9 km/h        |
| 大京原今津浦和田津線-大京原今津浦和田津線 | 小松島市坂野町                 | 2万4724台 | 0.59   | 42.8 km/h        | 49.0 km/h        |
| 大京原今津浦和田津線-阿南那賀川線         | 阿南市那賀川町上福井藤島4番地1 | 2万1788台 | 0.59   | 41.2 km/h        | 38.3 km/h        |
| 阿南那賀川線-中島港線                     | 阿南市那賀川町上福井藤島4番地1 | 2万1788台 | 0.59   | 42.0 km/h        | 40.6 km/h        |
| 中島港線-富岡港南島線                     | 阿南市那賀川町上福井藤島4番地1 | 2万1788台 | 1.82   | 41.6 km/h        | 43.0 km/h        |
| 富岡港南島線-富岡港線                     | 阿南市那賀川町上福井藤島4番地1 | 2万1788台 | 1.82   | 39.7 km/h        | 35.2 km/h        |
| 富岡港線-中林港線                         | 阿南市津乃峰町東分114番地7     | 1万5024台 | 0.51   | 42.5 km/h        | 43.9 km/h        |
| 中林港線-戎山中林富岡港線                 | 阿南市津乃峰町東分114番地7     | 1万5024台 | 0.51   | 60.6 km/h        | 52.2 km/h        |
| 戎山中林富岡港線-戎山中林富岡港線         | 阿南市津乃峰町東分114番地7     | 1万5024台 | 0.51   | 52.2 km/h        | 50.8 km/h        |
| 戎山中林富岡港線-戎山中林富岡港線         | 阿南市津乃峰町東分114番地7     | 1万5024台 | 0.51   | 62.2 km/h        | 62.8 km/h        |
| 戎山中林富岡港線-大林津乃峰線             | 阿南市津乃峰町東分114番地7     | 1万5024台 | 0.51   | 36.5 km/h        | 42.1 km/h        |
| 大林津乃峰線-津乃峰筒崎線                 | 阿南市津乃峰町中分             | 1万3406台 | 1.46   | 13.0 km/h        | 25.9 km/h        |
| 津乃峰筒崎線-一般国道195号                | 阿南市津乃峰町中分             | 1万3406台 | 1.46   | 33.7 km/h        | 30.1 km/h        |
| 平均                                      | 平均                           | 1万8735台 | 1.05   | 43.4 km/h        | 43.7 km/h        |

## 地理

### 通過する自治体
- 徳島県
  - 小松島市 - 阿南市

### 交差する道路
- 上側が起点側、下側が終点側。左側が上り側、右側が下り側。
- 背景色が■の区間は未開通区間。

| 交差する道路 西← 〈国道55号阿南道路〉 →東 | 交差する道路 西← 〈国道55号阿南道路〉 →東 | 交差点名       | 所在地   | 所在地               | 距離標 (km) |
| ----------------------------------------- | ----------------------------------------- | -------------- | -------- | -------------------- | ----------- |
| 国道55号（徳島南バイパス）                |                                           |                |          |                      |             |
| 県道130号大林津乃峰線                     | 県道120号徳島小松島線                     | 大林北         | 小松島市 | 大林町宮ノ本         | 12.7        |
| 県道274号坂野羽ノ浦線                     | 県道141号大林那賀川阿南線                 |                | 小松島市 | 坂野町竹のはな       | 14.8        |
| 市道                                      | 県道273号大京原今津浦和田津線             |                | 阿南市   | 那賀川町江野島       | 16.3        |
| 幾島川                                    | 幾島川                                    | 幾島川橋       | 阿南市   | 那賀川町色ケ島向原   | 16.7        |
| 県道273号大京原今津浦和田津線             | 市道                                      |                | 阿南市   | 那賀川町色ケ島大久保 | 16.8        |
| 苅屋川                                    | 苅屋川                                    | 苅屋川橋       | 阿南市   | 那賀川町色ケ島向原   | 18.2        |
| 県道27号阿南那賀川線                      | 市道                                      | 工地           | 阿南市   | 那賀川町工地         | 18.6        |
| 出島川                                    | 出島川                                    | 出島川新橋     | 阿南市   | 那賀川町上福井下ノ川 | 19.2        |
| 市道                                      | 県道279号中島港線                         | 中島港入口     | 阿南市   | 那賀川町北中島       | 19.6        |
| 那賀川                                    | 那賀川                                    | 那賀川大橋     | 阿南市   | 那賀川町中島         | 20.7        |
| 県道191号富岡港南島線                     | 県道191号富岡港南島線                     |                | 阿南市   | 住吉町東畭           | 21.0        |
| 桑野川                                    | 桑野川                                    | 桑野川大橋     | 阿南市   | 原ケ崎町本原ケ崎     | 21.1        |
| 県道23号富岡港線                          | 県道23号富岡港線                          | 西路見         | 阿南市   | 西路見町江川         | 21.7        |
| 打樋川                                    | 打樋川                                    | 七見川橋       | 阿南市   | 西路見町元村         | 22.0        |
| 県道193号中林港線                         | 県道193号中林港線                         |                | 阿南市   | 見能林町塩崎         | 24.6        |
| 三谷川                                    | 三谷川                                    | 三谷川橋       | 阿南市   | 見能林町青木         | 26.0        |
| 長浜川                                    | 長浜川                                    | 長浜川橋       | 阿南市   | 津乃峰町長浜         | 26.8        |
| 県道286号津乃峰筒崎線                     | 県道286号津乃峰筒崎線                     |                | 阿南市   | 津乃峰町長浜         | 26.9        |
| 県道130号大林津乃峰線                     | 国道55号 室戸方面                         | 津乃峰         | 阿南市   | 津乃峰町東分         | 27.5        |
| -                                         | 県道286号津乃峰筒崎線                     |                | 阿南市   | 津乃峰町東分         | 27.6        |
| 県道286号津乃峰筒崎線                     | -                                         |                | 阿南市   | 津乃峰町中分         | 27.7        |
| 大谷山                                    | 大谷山                                    | 大谷山トンネル | 阿南市   | 津乃峰町中分         | 29.1        |
| 国道195号                                 | 国道195号                                 | 江ノ浦高架橋   | 阿南市   | 橘町江ノ浦           | 29.8        |
| -                                         | 国道55号 阿南方面                         |                | 阿南市   |                      |             |
| 国道55号 室戸方面                         |                                           |                |          |                      |             |

## 当該道路の位置関係
- （神戸・高松方面） - 吉野川バイパス - 徳島南バイパス - 阿南道路 - （日和佐・室戸方面）